# Корона от сълзи
„Корона от сълзи“ (на испански: Corona de lágrimas) е мексиканска теленовела, режисирана от Хуан Карлос Муньос и Алехандро Гамбоа и продуцирана от Хосе Алберто Кастро за Телевиса през 2012-2013 г. Това е нова версия на едноименната история, продуцирана от Валентин Пимстейн през 1965 г., адаптирана от Хесус Калсада и с либрето от Химена Суарес за последните епизоди.
Главните положителни персонажи са поверени на Виктория Руфо, Хосе Мария Торе, Мане де ла Пара и Алехандро Нонес, а главните отрицателни на Ернесто Лагуардия и Адриана Лувие. Специални участия вземат актьорите Марибел Гуардия, Африка Савала и Лола Мерино.
През август 2021 г. Хосе Алберто Кастро съобщава, че теленовелата ще има продължение. Новината е потвърдена от Група Телевиса, като премиерата е насрочена за 29 август 2022 г.

## Сюжет
По стечение на обстоятелствата Рефухио и синовете ѝ Патрисио, Едмундо и Игнасио заминават за Мексико, след като са изгонени от дома им. В Мексико започват нов живот. Години по-късно семейството се е установило в малък апартамент. Рефухио има скромна работа, въпреки че има здравословни проблеми, тя не се отказва да работи за благоденствието на децата си. Патрисио учи право и мечтае за бляскав живот. Едмундо следва медицина, а Игнасио е завършил само гимназия и работи като механик, за да помага финансово на майка си. Лусеро – дъщеря на Хулиета, хазяйката на семейството на Рефухио, е годеница на Патрисио. Един ден той се разделя с нея, защото се е запознал с Олга – момиче с голямо богатство, което привлича амбициозния Патрисио. Това подтиква Патрисио да се отрече от произхода си, включително и от своето семейство. Един ден се появява бащата на Патрисио. Разбрал, всъщност, колко болка и мъки е причинявал на Рефухио, Патрисио се разкайва за това, че се е отрекъл от нея.

## Актьори
- Виктория Руфо – Рефухио Чаверо Ернандес
- Марибел Гуардия – Хулиета Васкес вдовица де Рохас
- Ернесто Лагуардия – Ромуло Ансира
- Африка Савала – Лусеро Рохас Васкес
- Адриана Лувие – Олга Ансира Сервантес
- Хосе Мария Торе – Едмундо „Мундо“ Чаверо Ернандес
- Мане де ла Пара – Игнасио „Начито“ Чаверо Ернандес
- Алехандро Нонес – Патрисио Чаверо Ернандес
- Лола Мерино – Мерседес Сервантес де Ансира
- Марта Хулия – Флор Ескутия Борбоя
- Хуан Карлос Касасола – Бенхамин Агилар
- Ерика Гарсия – Маргарита Риос
- Улисес де ла Торе – Агустин Галиндо
- Артуро Кармона – Аполинар Пантоха
- Амайрани – Ерика Кордеро
- Ракел Гарса – Мартина Рекена вдовица де Дуран
- Фелипе Нахера – Марко Сервантес
- Фабиола Гуахардо – Норма Вияр
- Аксел Рико – Хосе Антонио Барахас
- Елисабет Гинди – Аурора де Сервантес
- Илития Мансания – Сандра Сервантес
- Касандра Санчес-Наваро – Консуело Мария дел Пилар Дуран Рекена
- Хавиер Руан – Исаяс Рекена
- Карлос Хирон – Сесар Дуран Рекена
- Хуан Пелаес – Елисео Маруфо
- Перла Енсирас – Сайда Мендес
- Педро Морено – Съдия Хулиан Корона
- Ивон Ерера – Лула
- Демян Габриел – Пинсас
- Висенте Торе – Силвестре
- Марилус Бермудес – Касандра Ороско
- Бренда Келерман – Роксана
- Моника Бланчет – Мелиса
- Садкиел Молина – Тино
- Емирет Ривера – Делия Ороско
- Марио Касияс – Гастон
- Хосе Мария Негри – Д-р Авалос
- Таня Рикенес – Дайра Америка
- Ванеса Куре – Ноелия
- Алехандро Авила – Балдомеро Чаверо

## Премиера
Премиерата на Корона от сълзи е на 24 септември 2012 г. по Canal de las Estrellas. Последният 111. епизод е излъчен на 24 февруари 2013 г.

## Адаптации
- Корона от сълзи е базирана на радио навелата със същото име от 1955 г. от Мануел Кансеко Нориега.
- През 1965 г. се екранизира Corona de lágrimas, теленовела, чийто сценарий е създаден от Мануел Кансеко Нориега, продуцирана от Валентин Пимстейн.
- През 1968 г. е създаден Corona de lágrimas, игрален филм, чийто адаптиран сценарий е създаден от автора на историята, режисьор е Алехандро Галиндо.